# Mary Ainsworth
Mary Dinsmore Salter Ainsworth (Glendale, 1º dicembre 1913 – Charlottesville, 21 marzo 1999) è stata una psicologa canadese, collaboratrice di John Bowlby ed esperta in psicologia dello sviluppo.
Nel 1935, Ainsworth si laureò in psicologia all'Università di Toronto e l'anno seguente iniziò un master con Sperrin Chant. La sua tesi di dottorato in  psicologia, condotta sotto la direzione di William Emet Blatz e intitolata Valutazione dell'adattamento con riferimento al concetto di sicurezza, fu il primo testo in cui comparve il concetto di base sicura, sebbene in riferimento alla famiglia e non a una specifica figura di attaccamento. Inoltre, tale concetto è rintracciabile nella teoria della sicurezza di Blatz, dove si sottolinea il bisogno del bambino di sviluppare una fiducia di base che gli consenta di usare il genitore come 'piattaforma di lancio' da cui partire nell'esplorazione del mondo.
In Uganda fra il 1954 e il 1955, Ainsworth condusse una notevole quantità di osservazioni sulle interazioni precoci diadiche, che influenzarono l'intero corso della sua carriera e gli sviluppi successivi della teoria dell'attaccamento.
Ha sviluppato il paradigma di ricerca della Strange Situation (1969), tramite cui sono stati definiti e verificati sperimentalmente i diversi stili di attaccamento nel bambino, derivati dalla teorizzazione di Bowlby.
Le tipologie di attaccamento studiate nella Strange Situation sono: attaccamento sicuro, attaccamento insicuro evitante, attaccamento insicuro ambivalente e attaccamento disorganizzato.

## Opere
- Ainsworth, M.D.S. and Ainsworth, L. H.  (1958). Measuring security in personal adjustment. Toronto: University of Toronto Press.
- Ainsworth, M. and Bowlby, J.  (1965). Child Care and the Growth of Love. London: Penguin Books.
- Ainsworth, M. (1967). Infancy in Uganda. Baltimore: Johns Hopkins.
- Ainsworth, M., Blehar, M., Waters, E., & Wall, S. (1978). Patterns of Attachment. Hillsdale, NJ: Erlbaum.
- Mary D. Ainsworth, Modelli di attaccamento e sviluppo della personalità, Raffaello Cortina, Milano 2006